# Darxia Morris
Darxia Zenobia Morris (Pasadena, 9 ottobre 1989) è un'ex cestista statunitense.

## Carriera
Guardia di 172 cm, ha giocato in Serie A1 con Pozzuoli.